# Adam Gary Sevani
Adam Gary Sevani (Los Angeles, 29 giugno 1992) è un ballerino e attore statunitense.

## Biografia
Di origini italiane e armene, è figlio di Gagik Sevani-Manucharian
(Padre) e di Edita Manucharia (Madre), nonché fratello più giovane di V Sevani (conosciuto anche come Vahe Sevani), membro della boy band NLT. È cresciuto a Los Angeles, in California, e ha iniziato a danzare ad un'età molto giovane, nella scuola di danza dei suoi genitori, la Synthesis Dance Center. Adam è apparso per la prima volta al pubblico in due spot d'abbigliamento per bambini della catena J. C. Penney con la piccola compagna attrice e ballerina Alyson Stoner (uno nel 2004 e uno nel 2005). Ha preso parte a FlyKidz, un gruppo di canto e show televisivo per ragazzi della rete statunitense CBS.

### Cinema
Nel 2007 è apparso in un outtake di Suxbad - Tre menti sopra il pelo, cioè una scena girata ma non inserita nel film. In seguito è stato attore non protagonista in Step Up 2 - La strada per il successo, nel ruolo di Robert Alexander III, detto Moose (Muso). La prima assoluta del film è stata proiettata il 14 febbraio 2008. Adam è stato elogiato dal New York Times per aver rappresentato nel film un personaggio che "potrebbe essere il baddest nerd della storia dei film". Inoltre ha vinto lo Young Hollywood Award 2008 per il 'Miglior Ladro di Scena' per il suo ruolo di "Muso".
Nel maggio 2009 ha cominciato le riprese per Step Up 3D, uscito nelle sale italiane l'8 ottobre 2010, nel quale ha indossato nuovamente i panni di Muso, stavolta con un ruolo da protagonista. Il film ha visto anche la partecipazione di Alyson Stoner nel ruolo di Camilla Gage, migliore amica di Muso. Ha partecipato anche ad un episodio della Fantasy Factory di Rob Dyrdek, per girare un video musicale con Rob Dyrdek e coreografarne le mosse. Ha partecipato al film LOL - Pazza del mio migliore amico con Miley Cyrus. Adam Sevani è apparso anche in Step Up Revolution, interpretando sempre Muso e in Step Up: All In. Ha avuto inoltre anche una piccola parte in The First Time. Nel 2018, compare in una puntata della terza stagione nella serie tv di Lucifer.

### Danza
Adam è apparso in diversi video musicali: "Breathe, Stretch, Shake" di Ma$e, "Switch" di Will Smith, "Church" di T-Pain e "I'm Really Hot" di Missy Elliott insieme ad Alyson Stoner. Ha inoltre avuto una piccola parte nel primo video musicale degli NLT, "That Girl"; per gli stessi NLT ha lavorato come coreografo del video "Karma".
Nell'edizione 2006 dei Teen Choice Awards è stato ballerino di supporto nell'esibizione del ballerino Kevin Federline. Adam ha anche formato una crew, un equipaggio di danza, con il regista di Step Up 2 e Step Up 3D, Jon Chu, ed alcuni ballerini della California; la crew ha preso il nome ACDC, acronimo di Adam\Chu Dance Crew. La crew ha avuto una battaglia di ballo, una cosiddetta dance battle, con Miley Cyrus, molto pubblicizzata su YouTube; la battaglia si è conclusa con una dance-off finale tra le due crew ai Teen Choice Awardss del 2008. Sempre nel 2008, in concomitanza con Halloween, ha girato un remake del video Thriller di Michael Jackson, in occasione del suo 25º anniversario; nel video, prodotto dalla Desert Wind Films, è comparsa ancora una volta la sua migliore amica Alyson Stoner. È stato invitato ai Teen Choice Award 2012.

## Filmografia
- Step Up 2 - La strada per il successo (Step Up 2 the Streets), regia di Jon M. Chu (2008)
- Step Up 3D , regia di Jon M. Chu (2010)
- LOL - Pazza del mio migliore amico (LOL: Laughing Out Loud), regia di Lisa Azuelos (2012)
- The First Time, regia di Jon Kasdan (2012)
- Step Up Revolution (Step up Revolution), regia di Scott Speer (2012)
- Step Up: All In (Step Up All In) (2014)

### Serie tv
- Lucifer, terza stagione (2018)

## Doppiatori italiani
Nelle versioni in italiano dei suoi film, Adam Gary Sevani è stato doppiato da: 
- Davide Perino in Step Up All In
- Fabrizio de Flaviis in Step Up 3D
- Paolo Vivio in Step Up 2 - La strada per il successo
- Gabriele Patriarca in LOL - Pazza del mio migliore amico